# Премпех I
Премпех I (18 грудня 1870 — 12 травня 1931) — останній асантейн (володар) імперії Ашанті в 1874—1902 роках (як Кваку Дуа III), 1-й кумасейн (король) Ашанті в 1924—1931 роках.

## Життєпис
По материнській лінії належав до династії Ойоко Абусуа. Син принцеси (асантейнаа) Яа Ак'яа. Народився 1870 року, отримавши ім'я Аг'єман. 1884 року після смерті його старшого брата Кваку Дуа II мати Аг'ємана висунула його претендентом на трон. Втім проти цього виступили інші родичі та частина знаті. В результаті почалася запекла боротьба за владу. Спочатку владу захопив сановник Овусу Кофі, що намагався поставити залежного від себе правителя. Але того ж року повалений Акйомпоном Пан'їном. Але той також не зміг налагодити відносини з впливовою Яа Ак'яа. 1887 року його було відсторонено. Регентом (мампонейном) став Овусу Сек'єр II, що сприяв 1888 року обранню Аг'ємана новим асантейном під ім'ям Кваку Дуа III Асаму. 
В цей час народ аброн здобув остаточну незалежність від Ашанті. також довелося придушувати повстання в провінціях Кокофу, Мампонг та Нсута.
З самого початку опинився під тиском Великої Британії. Втім він відхилив спробу нав'язати Ашанті британський протекторат. Натомість спрямував зусилля на відродження держави, зміцнення в середині та повернення під владу колишніх провінцій.
1891 року в черговий раз відхилив пропозицію встановлення британського протекторату. 1894 року також відмовився проти заснування британської резиденції в Кумасі. Натомість Кваку Дуа III відправив посольство до Лондону, пропонуючи поступки у торгівлі золотом, какао та гумою. У відповідь в грудні 1895 року британський загін під орудою Роберта Бейден-Павелла виступив на Кумасі. Почалася четверта англо-ашантійська війна. Асантейн не чинив опір, оскільки побоювався геноциду. В результаті в лютому 1896 року кумасі було захоплено бе бою. Самого Кваку Дуа III арештовано. Незабаром після цього губернатор Вільям Максвелл прибув в Кумасі. Асантейн мусив 1897 року підписати угоду щодо встановлення британського протекторату.
У 1900 році було вирішено заслати Кваку дуа III та інших представників династії на Сейшельські острови. також було оголошено про розпуск союзу племен Ашанті, перетворення його на частину британської колонії Золотий берег, розміщення в Кумасі британського резидента та зведення там форту. Це викликало потужне повстання на чолі з матір'ю асантейна, що отримала назву Війна Золотого Трону або П'ята англо-ашантійська війна.
1924 року його було повернуто до Ашанті, де призначено резидентом в Кумасі. також він отримав титул кумасейн під ім'ям Премпех I. Помер 1931 року.